# سكوت وينانت
سكوت وينانت (بالإنجليزية: Scott Winant) هو مخرج ومنتج تلفزيوني أمريكي.

## وصلات خارجية
- سكوت وينانت في قاعدة بيانات الأفلام على الإنترنت (بالإنجليزية)